# Wieloletni Plan Finansowy Państwa
Wieloletni Plan Finansowy Państwa – dokument ukierunkowujący politykę finansową państwa. Obowiązek jego sporządzania został wprowadzony ustawą z 27 sierpnia 2009 r. o finansach publicznych. Dokument ten obejmuje zawsze 4 kolejne lata budżetowe, aktualizowane w ten sposób, że po zakończeniu roku budżetowego jej perspektywa przesuwana jest na kolejny rok budżetowy. Planowanie wieloletnie uznawane jest przez współczesną naukę za niezbędny instrument nowoczesnego zarządzania finansami publicznymi. Występuje ono także w gospodarce finansowej innych państw Unii Europejskiej, stąd też zasadne jest przyjęcie podobnego systemu w Polsce.
Treścią Wieloletniego Planu Finansowego Państwa są prognozy i ustalenia dotyczące najważniejszych wartości makroekonomicznych z punktu widzenia zrównoważonego rozwoju państwa. Ujmowane są one zarówno w relacji do budżetu państwa (jego plany dochodów i wydatków oraz przychodów i rozchodów sporządzana na 4 lata budżetowe), jak i w szerszej płaszczyźnie (podstawowe wielkości makroekonomiczne, kierunki polityki fiskalnej, prognozy dochodów oraz wydatków budżetu państwa, kwota państwowego długu publicznego).
Prognoza wydatków budżetu państwa powinna być ujmowana w Wieloletnim Planie Finansowym Państwa, z uwzględnieniem funkcji państwa wraz z celami i miernikami stopnia wykonania danej funkcji, tj. z celami średniookresowej strategii rozwoju kraju i kierunkami polityki społeczno-gospodarczej Rady Ministrów. Należy wyszczególnić: 
- wydatki stałe związane z utrzymaniem i funkcjonowaniem organów władzy publicznej i wykonywaniem zadań administracji rządowej,
- wydatki na obsługę długu publicznego,
- środki własne Unii Europejskiej,
- dotacje dla Funduszu Ubezpieczeń Społecznych i Kasy Rolniczego Ubezpieczenia Społecznego,
- subwencję ogólną i dotacje na zadania zlecone jednostkom samorządu terytorialnego,
- wydatki na sfinansowanie zobowiązań wynikających z przyjętych programów wieloletnich,
- wydatki budżetu państwa (w tym na realizację działań rozwojowych kraju według: priorytetów i głównych kierunków interwencji wskazanych w średniookresowej strategii rozwoju kraju z uwzględnieniem kontraktów wojewódzkich, źródeł finansowania, realizacji średniookresowej strategii rozwoju kraju w każdym roku),
- środki przeznaczone na realizację zadań współfinansowanych z udziałem środków europejskich, w tym na Wspólna Politykę Rolną,
- środki przeznaczone na finansowanie imiennie wymienionych wydatków lub zadań, w wysokościach określonych w odrębnych ustawach,
- inne wydatki rozwojowe 11 inne środki na realizację zadań uznanych przez Radę Ministrów za priorytetowe.

Zalety planowania wieloletniego to przede wszystkim: 
- bardziej racjonalne gospodarowanie środkami publicznymi (wzrost efektywności wydatkowania, powiązanie wydatków ze średnio i długookresowymi priorytetami rządu, ułatwienie absorpcji funduszy UE, skoncentrowanie działań na średnio i długookresowej stabilności finansów publicznych),
- zwiększenie wiarygodności, przejrzystości i przewidywalności polityki fiskalnej,
- dopasowanie do planowania na szczeblu unijnym.

Określone zagrożenia w planowaniu wieloletnim mogą polegać na:
- dużych kosztach związanych z wprowadzeniem procesu planowania wieloletniego,
- możliwości zmniejszania elastyczności polityki fiskalnej - problem formalnego związania z prognozą (zbyt mały może sprawić, że prognoza nie ma wielkiego znaczenia, zbyt duży stopień ogranicza elastyczność),
- wybór horyzontu planowania - krótki (możliwość przenoszenia wydatków na następne lata) czy długi (prognoza obarczona jest większym błędem).

Wieloletni Plan Finansowy Państwa
Minister Finansów przedstawia Radzie Ministrów projekt Wieloletniego Planu Finansowego Państwa.
Rada Ministrów uchwala Wieloletni Plan Finansowy Państwa, w terminie do dnia 30 kwietnia i ogłasza go w Dzienniku Urzędowym Rzeczypospolitej Polskiej "Monitor Polski" oraz w Biuletynie Informacji Publicznej.
Ministre Finansów sporządza projekt Wieloletniego Planu Finansowego Państwa i przedkłada go Radzie Ministrów.[1] Zakres przedmiotowy planu finansowego oraz czas jego obowiązywania określa ustawa o finansach publicznych. Pierwotnie pozostawał nieokreślony termin przygotowania planu przez Ministra Finansów, a następnie termin podjęcia stosownej uchwały przez Radę Ministrów. Ustawa z 8.11.2013 r. o zmianie ustawy o finansach publicznych i niektórych innych ustaw określiła ten termin na 30 kwietnia danego roku.
Minister Finansów jest obowiązany w zakresie przygotowywania planu do stosowania wymogów ustawy odnośnie do przedmiotowego zakresu planu oraz ustalenia okresu jego obowiązywania. Ustawa nie przewiduje jednak żadnych konsekwencji prawnych w przypadku niewykonania przez Ministra Finansów któregokolwiek bądź obydwu z wymienionych w art. 106 obowiązków, bądź wykonania ich w sposób niezgodny z ustawą.
Prognoza wydatków budżetu państwa w planie ma być sporządzana w układzie funkcji państwa, zadań budżetowych i podzadań, wraz z opisem celów tych zadań, mierników określających stopień realizacji celów oraz przewidywanych wieloletnich kosztów finansowych związanych z ich realizacją, czyli w układzie budżetu zadaniowego.
Planowanie wieloletnie umożliwia uwzględnianie trendów oraz zagrożeń finansowych, wyznaczanie przejrzystych celów budżetowych, dokładniejsze oszacowanie podstawowych wartości budżetowych (wydatków, rozchodów, dochodów i przychodów oraz deficytu) w ujęciu wynikowym związanych z prowadzeniem określonej polityki, zmniejszenie podatności na występowanie odchyleń od planowanych wydatków, efektywniejsze gospodarowanie środkami publicznymi (m.in. środkami europejskimi), a także większą skuteczność w przewidywaniu czynników makroekonomicznych, co ma służyć zwiększeniu w dłuższym okresie planowania i realizacji kluczowych przedsięwzięć gospodarczych[2]
Cele planowania wieloletniego
Wieloletnie planowanie finansowe pozwala na osiągnięcie pozytywnych rezultatów w zakresie np.:
- zwiększenia racjonalności gospodarowania środkami publicznymi;

- umożliwienia realizacji celów polityki społeczno-gospodarczej poprzez powiązanie wydatków ze średnio- i długookresowymi priorytetami polityki rządu;

- wzrostu efektywności wydatkowania;

- ułatwienia absorpcji funduszy UE;

- skoncentrowania działań na stabilności finansów publicznych w perspektywie średnio- i długookresowej;

- umożliwienia prowadzenia gospodarki finansowej państwa w sposób zapewniający sprawne funkcjonowanie gospodarki i państwa.[3]

Pierwowzór Wieloletniego Planu Finansowego
Pierwowzorem instytucji wieloletniego planowania finansowego były (funkcjonujące już w poprzednich ustawach o finansach publicznych) program wieloletni oraz inwestycje wieloletnie. Planowanie takie było również przyjęte w funduszach celowych.
Instytucja wieloletniego planowania finansowego funkcjonuje także i stanowi podstawy funkcjonowania gospodarki finansowej UE.[4] Plany te mają na celu zapewnienie dokonywania wydatków w sposób racjonalny, usystematyzowany i uwzględniający możliwości pozyskiwania dochodów – co w przypadku UE jest szczególnie ważne ze względu na niemożliwość finansowania jej wydatków z deficytu. Jednocześnie to, że ustalenia potrzebne dla skonstruowania wieloletnich planów finansowych Unii opierają się na danych i informacjach pochodzących z państw członkowskich (przekazywanych obecnie w ramach tzw. Semestru Europejskiego oraz innych form koordynacji polityk gospodarczych), było argumentem na rzecz wprowadzenia takiej instytucji w polskim prawie, a przeciwko wspomnianym głosom praktyki. Uznano bowiem, że gdyby przyjąć, iż pochodzące z państw członkowskich, w tym również polskie dane i informacje, są nierealne, nierzeczywiste i niewiarygodne, to planowanie finansowe UE również należałoby uznać za fikcję. Tymczasem plany te funkcjonują i są podstawą m.in. do ustalania środków trafiających do różnych państw członkowskich. Kwestia relacji koordynacji planowania finansowego w UE i w państwach członkowskich jest jednak problematyczna i jest stale przedmiotem zainteresowania doktryny.[5]
Okres objęty Wieloletnim Planem Finansowym
Plan Finansowy Państwa sporządzany jest na cztery lata budżetowe. Pierwotnie uzasadnieniem dla wyboru takiego okresu była zbieżność z trwaniem kadencji parlamentu w Polsce. Zakładano, iż Wieloletni Plan Finansowy Państwa będzie uchwalany przez Sejm nowej kadencji i będzie obowiązywał do jej końca, chyba że zostanie ona skrócona i nastąpi wybór nowego parlamentu i rządu. Z rozwiązania takiego ostatecznie zrezygnowano.[6] Czteroletni okres, na który sporządzany jest Wieloletni Plan Finansowy Państwa, uznawany jest za wybrany dość dowolnie i jednocześnie dość krótki, a przy tym nieskorelowany z okresami obowiązywania podobnych planów finansowych UE. Jako uzasadnienie dla stosunkowo krótkiego horyzontu czasowego takiego Planu podaje się fakt zmieniających się okoliczności gospodarczych i politycznych oraz obawę, iż dłuższy okres planowania mógłby być obarczony większymi błędami. Wskazuje się ponadto, że przyjęty okres odpowiada przepisom związanym z realizacją Paktu Stabilności i Rozwoju, w myśl których średniookresowy cel budżetowy państwa członkowskiego może być zrewidowany przy wprowadzeniu znaczącej reformy gospodarczej, a w każdym przypadku co cztery lata [7]
Pierwszy Wieloletni Plan Finansowy Państwa
Pierwszy Wieloletni Plan Finansowy Państwa został przygotowany i uchwalony przez Radę Ministrów 3.8.2010 r.[8] Zawierał następujące elementy:
- cele polityki społeczno-gospodarczej państwa przedstawione na tle dokumentów strategicznych (Strategii Rozwoju Kraju 2007–2015 i Polska 2030. Wyzwania Rozwojowe) oraz Planu Rozwoju Konsolidacji Finansów 2010–2011, a także ze wskazaniem głównych zadań dla realizacji priorytetów;

- cele polityki fiskalnej państwa, w tym: funkcje polityki fiskalnej (budżetowej), ramy instytucjonalne prowadzenia polityki fiskalnej w Polsce, konsolidacja finansów publicznych jako główny cel działań w latach 2010–2013, wzmocnienie ram instytucjonalnych dla prowadzenia polityki fiskalnej;

- sytuacja makroekonomiczna;

- budżet państwa w latach 2010–2013, w tym prognoza dochodów budżetu państwa, wydatki budżetu państwa i deficyt budżetu państwa;

- budżet środków europejskich w latach 2010–2013;

- przychody i rozchody budżetu państwa;

- sektor finansów publicznych w latach 2010–2013;

- państwowy dług publiczny;

- wydatki budżetu państwa według funkcji na lata 2010–2013.

[1] Art. 106 ust. 1 ustawy o finansach publicznych
[2] Wieloletni Plan Finansowy Państwa, www.mf.gov.pl, 2010 r.).
[3] Ofiarski Zbigniew (red.), Ustawa o finansach publicznych. Komentarz
[4] art. 312 TFUE
[5] C. Kosikowski, Prawo Unii Europejskiej, s. 178; J. Stankiewicz, w: System PrFin, 2008, s. 292).
[6] Kosikowski, Ustawa o finansach publicznych, s. 284)
[7] J. Stankiewicz, w: Ruśkowski, Salachna, Nowa ustawa o finansach publicznych, s. 343; Kosikowski, Nowa ustawa o finansach, s. 270; C. Kosikowski, Reforma finansów w Polsce, s. 7
[8] (Monitor Polski. Nr 57, poz. 773).